# Avant-lès-Marcilly
Avant-lès-Marcilly è un comune francese di 498 abitanti situato nel dipartimento dell'Aube nella regione del Grand Est.

## Società

### Evoluzione demografica
Abitanti censiti